# Neckera konoi
Neckera konoi är en bladmossart som beskrevs av Brotherus in Cardot 1911. Neckera konoi ingår i släktet fjädermossor, och familjen Neckeraceae. Inga underarter finns listade i Catalogue of Life.